# Медал за храброст (Северна Македония)
Медалът за храброст (на македонска литературна норма: Медал за храброст) е държавно отличие на Северна Македония, учредено през 2002 година.
Медалът се присъжда на членове на силите за сигурност за проявена смелост и самоотверженост в областта на отбраната, или в защита на човешки животи в опасни ситуации.
Медалът е изработен е от 32 грама сребро и 925 грама тежка позлата, покрит с червен емайл, като позлатата и емайлът изобразяват знамето на Северна Македония. Диаметърът е 55 мм. Формата на медала е 4-лъчева звезда, с овални форми, пресечена по диагонал с мечове. В кръг в средата стои стилизирана Вергинска звезда и надпис във външен бял кръг „ЗА ХРАБРОСТ“.